# Ol-Anderstjärnen (Trönö socken, Hälsingland)
Ol-Anderstjärnen är en sjö i Söderhamns kommun i Hälsingland och ingår i Norralaåns huvudavrinningsområde.